# De Binigaus a cala Mitjana
De Binigaus a cala Mitjana este o arie protejată (sit de importanță comunitară — SCI, arie de protecție specială avifaunistică — SPA) din Spania întinsă pe o suprafață de 1.837,95 ha, integral pe uscat.

## Localizare
Centrul sitului De Binigaus a cala Mitjana este situat la coordonatele 39°56′44″N 3°58′21″E / 39.9455°N 3.9724°E.

## Înființare
Situl De Binigaus a cala Mitjana a fost declarat arie de protecție specială avifaunistică în martie 2006 pentru a proteja 1 specie de plante și 13 specii de animale. Situl a fost protejat și ca sit de importanță comunitară în iulie 2000.

## Biodiversitate
Situată în ecoregiunea mediteraneană, aria protejată conține 21 de habitate naturale: Iazuri temporare mediteraneene, Tufărișuri halofile mediteraneene și termo-atlantice (Sarcocornetea fruticosi), Lagune de coastă, Faleze cu vegetație de Limonium spp. endemic de pe coastele mediteraneene, Mlaștini calcaroase cu Cladium mariscus și specii de Caricion davallianae, Lande oro-mediteraneene cu formațiuni endemice de grozamă, Vegetație anuală la limita mareei, Păduri termofile cu Fraxinus angustifolia, Pășuni mediteraneene udate de apa mării (Juncetalia maritimi), Pante stâncoase calcaroase cu vegetație casmofită, Dune cu tufărișuri sclerofile Cisto-Lavenduletalia, Dune mobile de-a lungul țărmului cu Ammophila arenaria („dune albe”), Liziere de ierburi înalte hidrofile de câmpie și de nivel montan până la alpin, Păduri de Olea și Ceratonia, Pseudostepă cu ierburi și specii anuale de Thero-Brachypodietea, Lacuri eutrofice naturale cu vegetație de tip Magnopotamion sau Hydrocharition, Tufărișuri termo-mediteraneene și de pre-deșert, Dune mobile cu vegetație embrionară, Păduri de Quercus ilex și Quercus rotundifolia, Phrygana endemică cu Euphorbio-Verbascion, Galerii și tufărișuri riverane sudice (Nerio-Tamaricetea și Securinegion tinctoriae).
La baza desemnării sitului se află mai multe specii protejate:
- plante (1): Paeonia cambessedesii
- păsări (11): pasărea ogorului (Burhinus oedicnemus), ciocârlie-cu-degete-scurte (Calandrella brachydactyla), caprimulg (Caprimulgus europaeus), șoim călător (Falco peregrinus), Galerida theklae, acvilă pitică (Hieraaetus pennatus), gaia roșie (Milvus milvus), vultur egiptean (Neophron percnopterus), Phalacrocorax aristotelis desmarestii, turturică (Streptopelia turtur), silvie de tufiș (Sylvia undata)
- nevertebrate (1): croitorul mare al stejarului (Cerambyx cerdo)
- reptile (1): țestoasă bănățeană (Testudo hermanni)